# 大林姬鼠
大林姬鼠（学名：Apodemus peninsulae）为鼠科姬鼠属的动物，分布于俄罗斯远东地区、库页岛、朝鲜半岛、北海道和中国。在中国大陆，分布于西藏、黑龙江、青海、内蒙古、云南、河南、河北、山东、吉林、宁夏、陕西、辽宁、山西、甘肃、四川等地，多生活于林地、田野。该物种的模式产地在南韩首爾东南。

## 亚种
- 大林姬鼠东北亚种（学名：Apodemus peninsulae praetor），Miller于1914年命名。在中国大陆，分布于内蒙古（东部）、黑龙江、辽宁、吉林等地。该物种的模式产地在吉林西南。[2]
- 大林姬鼠青海亚种（学名：Apodemus peninsulae qinghaiensis），Feng, Zheng et Wu于1983年命名。在中国大陆，分布于云南西北部、西藏东部、青海东部、四川西部等地。该物种的模式产地在青海乐都县。[3]
- 大林姬鼠华北亚种（学名：Apodemus peninsulae sowerbyi），Jones于1956年命名。在中国大陆，分布于陕西、河北、河南、山东、山西、宁夏、甘肃等地。该物种的模式产地不详。[4]